# Best Selection 2010
BEST SELECTION 2010 – japońska kompilacja południowokoreańskiej grupy TVXQ, wydana 17 lutego 2010 roku przez Rhythm Zone. Ukazała się w trzech edycjach: CD, CD+DVD oraz 2CD+DVD. Album osiągnął 1 pozycję w rankingu Oricon i pozostał na liście przez 70 tygodni, sprzedał się w nakładzie ponad 583 717 egzemplarzy w Japonii.
Album zdobył status podwójnej platynowej płyty.

## Lista utworów

### CD
| CD  | CD                                                                                             | CD                              | CD                                                           | CD                                     | CD      |
| Nr  | Tytuł utworu                                                                                   | Tekst                           | Kompozycja                                                   | Aranżacja                              | Długość |
| --- | ---------------------------------------------------------------------------------------------- | ------------------------------- | ------------------------------------------------------------ | -------------------------------------- | ------- |
| 1.  | „Jumun -MIROTIC-” (jap. 呪文-MIROTIC-)                                                         | Ryōji Sonoda                    | Sigvardt Mikkel Remee, Secon Lucas, Troelsen Thomas          | Yoo Young-jin                          |         |
| 2.  | „Share The World”                                                                              | H.U.B.                          | Ken'ichi Maeyamada                                           | AKIRA                                  |         |
| 3.  | „My Destiny”                                                                                   | Mai Osanai                      | Akihisa Matsuura                                             | Maestro-T                              |         |
| 4.  | „Dōshite kimi o suki ni natte shimattandarō?” (jap. どうして君を好きになってしまったんだろう?) | Lambsey                         | Sylvia Bennett-Smith, Fredrik "Fredro" Odesjo, Mats Berntoft | Fredrik "Fredro" Odesjo, Mats Berntoft |         |
| 5.  | „Purple Line”                                                                                  | Ryōji Sonoda                    | Yoo Young-jin                                                | Yoo Han-jin, JJ650                     |         |
| 6.  | „Stand by U”                                                                                   | Shinjirō Inoue                  | UTA, REO                                                     | UTA                                    |         |
| 7.  | „Stay With Me Tonight”                                                                         | Yoshimitsu Sawamoto, Mai Osanai | Kei Haneoka                                                  | K-Muto                                 |         |
| 8.  | „Asu wa kuru kara” (jap. 明日は来るから)                                                       | Takeshi Senoo, Mai Osanai       | Takeshi Sanoo                                                | K-Muto                                 |         |
| 9.  | „"O"-Sei.Han.Gō” (jap. “O”-正・反・合)                                                         | H.U.B                           | Yoo Young-jin                                                | Yoo Young-jin                          |         |
| 10. | „Sky”                                                                                          | H.U.B                           | h-wonder                                                     | h-wonder                               |         |
| 11. | „Somebody To Love”                                                                             | Yoshimitsu Sawamoto, Mai Osanai | Kei Haneoka                                                  | Daisuke "D.I" Imai                     |         |
| 12. | „Lovin’ you”                                                                                   | H.U.B.                          | Mikio Sakai                                                  | Mikio Sakai                            |         |
| 13. | „Rising Sun”                                                                                   | m.c.A・T                        | Yoo Young-jin                                                | Yoo Young-jin                          |         |
| 14. | „Summer Dream”                                                                                 | H.U.B.                          | Tatta Works                                                  | h-wonder                               |         |
| 15. | „Bolero”                                                                                       | Lambsey                         | Daisuke Suzuki, Keiichi Tomita                               | Daisuke Kahara                         |         |
| 16. | „Begin”                                                                                        | Mai Osanai                      | Jin Nakamura                                                 | Jin Nakamura                           |         |

### CD+DVD
Lista utworów płyty CD tożsama z wydaniem „CD only”.
| DVD | DVD | DVD     |
| Nr  | Tytuł utworu | Długość |
| --- | --- | ------- |
| 1.  | „Share The World” (MV)                                                                                              |         |
| 2.  | „Dōshite kimi o suki ni natte shimattandarō?” (jap. どうして君を好きになってしまったんだろう?) (4th LIVE TOUR ver.) |         |
| 3.  | „Jumun -MIROTIC-” (jap. 呪文-MIROTIC-) (4th LIVE TOUR ver.)                                                         |         |
| 4.  | „Survivor” (4th LIVE TOUR ver.)                                                                                     |         |
| 5.  | „Purple Line” (3rd LIVE TOUR ver.)                                                                                  |         |
| 6.  | „Bolero” (4th LIVE TOUR ver.)                                                                                       |         |
| 7.  | „Summer Dream” (3rd LIVE TOUR ver-.)                                                                                |         |
| 8.  | „Stand by U” (MV Member ver.)                                                                                       |         |
| 9.  | „Rising Sun” (2nd LIVE TOUR ver.)                                                                                   |         |
| 10. | „Love in the Ice” (3rd LIVE TOUR ver.)                                                                              |         |
| 11. | „BREAK OUT!” (Bonus MV)                                                                                             |         |

### 2CD+DVD
Lista utworów płyty CD 1 tożsama z wydaniem „CD only”.
| CD 2 (Member's Choice) | CD 2 (Member's Choice)                                                               | CD 2 (Member's Choice) | CD 2 (Member's Choice)                      | CD 2 (Member's Choice)                                      | CD 2 (Member's Choice) |
| Nr                     | Tytuł utworu                                                                         | Tekst                  | Kompozycja                                  | Aranżacja                                                   | Długość                |
| ---------------------- | ------------------------------------------------------------------------------------ | ---------------------- | ------------------------------------------- | ----------------------------------------------------------- | ---------------------- |
| 1.                     | „Forever Love” (wybór Junsu)                                                         | Ryōji Sonoda           | Ichirō Fujiya                               | Jin Nakamura                                                |                        |
| 2.                     | „SHINE” (wybór Yuchuna)                                                              | H.U.B.                 | REO                                         | AKIRA                                                       |                        |
| 3.                     | „Love in the Ice” (wybór Jejunga)                                                    | Ryōji Sonoda           | Daisuke Suzuki                              | Daisuke Suzuki, Yūya Saitō                                  |                        |
| 4.                     | „Beautiful you” (wybór Changmina)                                                    | H.U.B.                 | Steve Smith, Anthony Anderson, Joleen Belle | Steve Smith, Anthony Anderson, Joleen Belle, Shinjirō Inoue |                        |
| 5.                     | „HUG” (wybór Yunho)                                                                  | Kenn Kato              | Park Chang-hyun                             | Hitoshi Harukawa                                            |                        |
| 6.                     | „Amaku Hateshinaku” (jap. 甘く果てしなく)                                            | H.U.B.                 | Tatta Works                                 | Masaki Iehara                                               |                        |
| 7.                     | „Toki o tomete” (jap. 時ヲ止メテ)                                                    | Shinjirō Inoue         | Ichirō Fujiya                               | Daisuke Kahara                                              |                        |
| 8.                     | „With All My Heart ~Kimi ga odoru, natsu~” (jap. With All My Heart ～君が踊る、夏～) | Shinjirō Inoue         | Shinjirō Inoue                              | Shinjirō Inoue                                              |                        |
| 9.                     | „BREAK OUT!”                                                                         | masumi, H.U.B.         | masumi                                      | UTA                                                         |                        |

| DVD | DVD                          | DVD     |
| Nr  | Tytuł utworu                 | Długość |
| --- | ---------------------------- | ------- |
| 1.  | „Purple Line” (Video Clip)   |         |
| 2.  | „TRICK (1st TOUR ~ 4th TOUR” |         |